# Jimmy Bowen
James Albert Bowen (30 de noviembre de 1937)  es un productor discográfico y ex cantante estadounidense de música rockabilly. 

## Biografía
Bowen nació en Santa Rita (Nuevo México), posteriormente, cuando contaba con ocho años, su familia se mudó a Dumas (Texas).
Comenzó su carrera artística como una estrella discográfica adolescente en 1957 con el sencillo " I'm Stickin' with You ". La canción comenzó siendo la cara B del exitoso disco " Party Doll " de Buddy Knox (escrito por Knox y Bowen), pero finalmente llegó a las listas por sí solo, alcanzando el puesto número 14 en la lista de éxitos Billboard Hot 100. La versión de Bowen vendió más de un millón de copias y recibió un disco de oro. La carrera como cantante de Bowen no despegó tan bien como la de Knox, su socio en Rhythm Orchids, y finalmente la abandonó, optando por permanecer en el sector de producción de la industria musical.
A principios de la década de 1960, se instaló en Los Ángeles, donde hizo frente al emergente fenómeno del rock cuando Frank Sinatra lo contrató como productor discográfico para Reprise Records. Bowen mostró una gran habilidad para la producción, generando éxitos en las listas para el propio Sinatra, Dean Martin, Bert Kaempfert. y Sammy Davis, Jr., artistas considerados demasiado anticuados para el mercado de la época. Entre las canciones que Bowen produjo para Sinatra se encontraba " Strangers in the Night " de 1966, que alcanzó el número uno en Estados Unidos y el Reino Unido, y ganó tres premios Grammy en 1967, incluido el de Grabación del año para Bowen.
Bowen también produjo Dino, Desi &amp; Billy, un grupo que incluía al hijo de Dean Martin y al hijo de Desi Arnaz y Lucille Ball.
A mediados de 1968, Bowen lanzó un sello discográfico independiente, Amos Records, que duró hasta 1971. Dejó Los Ángeles para instalarse en la capital de la música country; Nashville (Tennessee), donde dirigió una serie de sellos discográficos y llevó a cada uno de ellos a la preeminencia de la música country. Sus exitosas producciones durante la segunda mitad de los años 1970 y 1980 involucraron a Glen Campbell, Kenny Rogers, Hank Williams, Jr., The Oak Ridge Boys, Reba McEntire, George Strait, Suzy Bogguss, Kim Carnes y Garth Brooks. Bowen ayudó a Conway Twitty a producir Merry Twismas de 1983, que fue uno de los álbumes número uno en ventas de Conway. También revolucionó la forma en que se grababa música en Nashville, introduciendo la tecnología digital y modernizando la forma en que se grababan y mezclaban instrumentos como la batería.
En 1988, fundó un sello llamado Universal Records (que no debe confundirse con el mucho más famoso Universal Records de 1995 a 2005), que vendió a Capitol Records un año después. En 1991, Bowen produjo el álbum de Andy Williams, " Nashville ".

## Bandas sonoras
Bowen produjo su primera banda sonora para la película de 1970, Vanishing Point , del director Richard C. Sarafian, que se estrenó en 1971. Esa banda sonora contiene tres canciones que él mismo compuso, además de música de la banda Mountain y de Big Mama Thornton. Las tres piezas de Bowen son un tema incidental llamado "Love Theme", acreditado a Jimmy Bowen Orchestra, y otros dos, "Super Soul Theme" y la pieza de hard rock "Freedom of Expression", acreditada a The JB Pickers. Otras bandas sonoras incluyen las películas Smokey and the Bandit II (1980), The Slugger's Wife (1985) y la banda sonora de la obra de teatro Big River (1988).

## Vida personal
Se graduó en la Escuela de Negocios Wharton de la Universidad de Pensilvania y tiene una Maestría en Administración de Empresas con honores de la Universidad de Belmont. Se casó con la cantante Keely Smith en 1965 y produjo sus grabaciones para Reprise Records. La pareja se divorció en 1969.

## Discografía

### Álbumes
- 1957 - Jimmy Bowen (Roulette Records)
- 1959 - Buddy Knox & Jimmy Bowen (Roulette Records)
- 1966 - Sunday Morning with the Comics (Reprise Records)
- 2002 - Vanishing Point Original Soundtrack (Harkit Records)